# Rubixanthine
Rubixanthine is een natuurlijke oranjerode kleurstof. Ze komt onder meer voor in rozenbottel. Scheikundig is het een carotenoïde, meer bepaald een xanthofyl. Het is toegelaten als voedingskleurstof onder E-nummer E161d.